# Campsicnemus pumilio
Campsicnemus pumilio är en tvåvingeart som först beskrevs av Zetterstedt 1843.  Campsicnemus pumilio ingår i släktet Campsicnemus och familjen styltflugor. Enligt den finländska rödlistan är arten nära hotad i Finland. Arten är reproducerande i Sverige. Artens livsmiljö är sandstränder vid sötvatten. Inga underarter finns listade i Catalogue of Life.